# Sheila Hoskin
Sheila Hoskin (Sheila Hilary Hoskin, verheiratete Turner; * 14. Oktober 1936 in Hammersmith) ist eine ehemalige britische Weitspringerin.
Bei den Olympischen Spielen 1956 in Melbourne schied sie in der Qualifikation ohne gültigen Versuch aus.
1958 siegte sie für England startend bei den British Empire and Commonwealth Games in Cardiff.
1956 und 1958 wurde sie Englische Meisterin. Ihre persönliche Bestleistung von 6,14 m stellte sie am 5. Mai 1956 in London auf.